# 新街場越南難民營暴動
20世紀70至90年代，馬來西亞政府曾收容為數眾多的越南難民，這些越南難民於90年代，在位於吉隆坡新街場的難民營曾經爆發數起騷動事件。

## 越南難民逃至馬來西亞
1975年4月，越戰結束，南越政權崩潰後，許多越南人民紛紛逃至鄰近國家，其中馬來西亞成最多難民湧入的國家之一。起初，這些越南難民多循海路進入馬來西亞東海岸尋求庇護，馬來西亞政府無數次驅趕不遂，只能將這批難民安置在登嘉樓外海面積為230英畝的比農島（Pulau Bidong）。
隨後，1979年時，中國因不滿越南侵占柬埔寨，而攻打越南，此舉讓越南當地人遷怒於居留在該國的華人，導致越南華人在重壓之下，選擇出走到鄰國重新開始。這也導致馬來西亞的越南難民大量增加

## 馬來西亞接收難民時期
起初，馬來西亞政府僅接受難民短期逗留，並希望他們儘早取得美國、澳洲及加拿大等西方發達國家的永久居留權，並向越南政府表示，希望能管制難民逃離，否則將強制遣送難民回國。但最終鑒於人道主義及國際壓力，無奈收留這些難民，並在比農島為他們提供庇護所。同時禁止外人進入，也勒令難民不准離開小島範圍，直到被第三國家收容為止。
由於比農島在成為難民收容所之前，是座無人島，一直是登嘉樓漁民的避風港，因此漁民在小島被奪走後，向政府抗議。1989年，馬來西亞政府宣布於3月4日將比農島歸還給登嘉樓政府。但由於難民人數不減反增，且並非所有難民都有機會被第三國收容，有些被收容無望的難民，在馬來西亞政府的勸說之下，自願返回越南，但仍有不少難民因擔心歸國後會被清算和破壞，因此拒絕，導致此行動一再拖延。於是在1991年11月30日，比東島難民收容所關閉，還留在島上的1萬2000名難民，則被移至吉隆坡的新街場難民營，繼續等待第三國家收容。

## 第一起暴動事件爆發
在1993年4月7日，被送往吉隆坡新街場難民營的難民中，約有一千人發起絕食及示威活動。他們要求有關當局盡早將他們安置到第三國。由於這些示威者大部分是經濟難民而非政治難民，所以沒資格被第三國收容。參與示威及絕食活動的難民，在難民營上掛上以越南文、英文、中文及馬來文書寫的布條上面寫著：「我們要求被承認為政治難民」、「我們決定絕食至死」等內容
這場逾兩周的活動，在經過馬來西亞國家安全理事會及聯合國難民署代表調解後，平息了這場風波。

## 第二起暴動事件
經過絕食活動後，很多難民都自願返回越南，有關當局統計自1988年推行自願遣返計畫以來，至1993年已有近兩千名難民自願返國。每名自願返回越南的難民，在離開馬來西亞時，可獲得50美元及每個月30美元，為期一年。此後，馬來西亞政府在1994年10月24日宣布，將於1995年8月31日關閉新街場難民營，營內所有的難民都必須離開馬來西亞。而越南政府、聯合國難民署也同意這個日期。當時的時任馬來西亞首相马哈迪·莫哈末也曾聲明：“我們知道這些難民不願意返回越南，但是，我們（馬來西亞）不可能將他們收容在難民營內。對馬來西亞而言，長期負起照顧難民的責任是不公平的，因此聯合國難民署曾同意馬來西亞只是作為暫時的收容國⋯⋯”。
當時在新街場難民營中，仍有4650名越南難民，這些難民得知難民營要關閉後，在1995年於營內掛上布條展開請願活動，並且兩度提呈請願書，要求爭取政治難民的地位，但都沒收到任何的反應。於1995年6月5日，第二度爆發示威，大批難民衝破營區的圍牆，湧上吉隆坡街頭。由於局勢緊張，鎮暴隊發射水炮及催淚彈也嚇不退這些難民，還有逾50名難民手握短刀，列成一排，恫言若警方採取行動，他們將切腹自盡。
經過為期5天，在馬來西亞警方、聯合國難民署、美國大使館與難民代表談判後，難民態度軟化，願意被遷移至彭亨州，與此同時，此前曾於警方對峙的20名男女則被警方提控上庭，但他們最終獲判無罪釋放。
距離新街場難民營關閉的日子不遠之際，警方接獲情報，指難民營內有人自製武器，因此派員到場搜索，但遭到難民頑強抵抗，還以汽油彈及石頭攻擊警方。難民隨後還引火焚燒難民營，警方除了以水炮鎮壓現場外，還發射逾百枚催淚彈還擊，多名難民及警方在這起暴亂中受傷。聯合國難民署於1996年3月宣布，從該年6月30日開始，不再支援及管理東南亞的難民營。同年4月開始，這些難民陸續返回越南，至於那些非自願回國的難民，則遭馬來西亞政府強制性遣返越南。1996年6月25日，越南難民被遣送回國後，新街場難民營被改建成「馬來西亞工業園」。